# Ершовская Запань
 Ершовская Запань  — деревня в Лузском муниципальном округе Кировской области.

## География
Расположена на расстоянии примерно 9 км по прямой на запад-северо-запад от районного центра города Луза на левом берегу реки Луза.

## История
Известна с 1939 года, в 1989 учтено 9 жителей . До конца 2020 года находилась в составе Лузского городского поселения.

## Население
Постоянное население составляло 1 человек (русские 100%) в 2002 году, 1 в 2010.